# Prédateurs de Laval
Les Prédateurs de Laval sont une équipe de hockey sur glace de la Ligue nord-américaine de hockey situé à Laval au Québec, Canada.

## Historique
La ville de Valleyfield a accueilli les Braves de Valleyfield de la Ligue de hockey junior AAA du Québec de la saison 1994-1995 à la saison 2012-2013.
Au printemps 2013 les propriétaires de l’équipe junior décident de quitter la LHJAAAQ et de se joindre à la Ligue nord-américaine de hockey. Le nom Braves de Valleyfield est symbolique dans la région et c’est pourquoi la nouvelle équipe conserve le nom. Il n’y a cependant pas de liens entre l’équipe junior et celle de la LNAH.
Le 6 juin 2013, après plusieurs journées de travail et après avoir obtenu toutes les garanties tant du groupe d’actionnaires que de la ville de Valleyfield, la LNAH accepte une huitième franchise à la ligue, les Braves de Valleyfield.
Le groupe d’actionnaires de l’équipe est formé de Éric Lajeunesse, Dannick Lessard, ainsi que des joueurs Mathieu Benoît et David Massé. Dannick Lessard est le directeur général de l'équipe.
Le 9 juillet Mario Hébert est nommé gouverneur, ainsi que vice-président marketing et communications de l'équipe. Il s'occupe également de la coordination des matchs locaux. Le 15 juillet Daniel Archambault est nommé entraîneur chef de l'équipe.
Après avoir disputé seulement onze rencontres, dont six à l'Aréna Salaberry, l'équipe est transféré le 25 novembre vers Laval pour ainsi devenir les Braves de Laval. L'année suivante, le club est renommé les Prédateurs de Laval.

## Statistiques
| Saison    | PJ | V  | D  | N | DP | DTB | BP  | BC  | Pts | Classement | Séries éliminatoires       |
| --------- | -- | -- | -- | - | -- | --- | --- | --- | --- | ---------- | -------------------------- |
| 2013-2014 | 40 | 10 | 27 | - | 1  | 2   | 130 | 203 | 23  | 8e place   | Défaite en quart de finale |

### Référence
1. ↑  Les Braves de Valleyfield se joignent à la LNAH
2. ↑  Les premières signatures des Braves
3. ↑  Mario Hébert se joint aux Braves de Valleyfield
4. ↑  Daniel Archambault nommé entraîneur chef
5. ↑  Les Braves de Valleyfield deviennent les Braves de Laval